# Lee Min Ho
Lee Min Ho (korejsko: 이민호), južnokorejski igralec, pevec in model, * 22. junij 1987, Seul, Južna Koreja.